# Ticino
Ticino (latinsko Ticinus, nemško Tessin) je 280 km dolga reka v švicarskem kantonu Ticino in italijanskih deželah Piemontu in Lombardiji in levi pritok Pada. Izvira v masivu St. Gottharda v Lepontinskih Alpah, teče skozi jezero Lago Maggiore in se pri Paviji izliva v reko Pad.
Reka izvira pod prelazom Nufenenpass jugozahodno od St. Gottharda na meji med švicarskima kantonoma Ticino in Valais ter italijansko mejo, od koder poteka v smeri vzhoda skozi doline Bedretto, Leventina, Riviera in Magadino, kjer se pri Locarnu izliva v Lago Maggiore. Jezero zapušča že na italijanski strani pri kraju Sesto Calende, kjer tvori deželno mejo med Piemontom in Lombardijo. Njen tok se usmeri na jug-jugovzhod skozi Padsko nižino in se nekaj kilometrov naprej od Pavie združi s Padom.
Njeni glavni pritoki so Brenno, Moësa in Maggia v kantonu Ticino ter Toce v Piemontu (v Lago Maggiore).
Mesta ob reki Ticino so v Švici Airolo, Bellinzona, Locarno (na Lagu Maggiore), v Italiji pa Stresa (prav tako na Lagu Maggiore), Vigevano in Pavia.
Pri Ticinu se je leta 218 pr. n. št. odvijala bitka, v kateri je kartažanska vojska pod vodstvom Hanibala v drugi punski vojni porazila rimsko vojsko pod Scipiom.